# 喜納昌永
喜納 昌永（きな しょうえい、1920年（大正9年）12月28日 - 2009年（平成21年）12月24日）は、日本の沖縄民謡歌手、三線奏者。沖縄県北中城村島袋出身。
沖縄は戦争で凄惨な被害を受けたが歌は残った。復興する県民の心の支えとなった歌を昌永は歌い続け、美声とあふれるアイデアで戦後民謡の黄金期を築いた。
舞台での演奏をはじめとし、立ち姿での演奏、衣装、化粧、デュエットや芝居風の振り付け、琴やバイオリン等様々な楽器を取り入れ、民謡独特のパーカッションである三板（さんば）を開発し、その技法も開拓するなどステージ芸能としての沖縄民謡を確立していった。
一般的に「沖縄民謡」として思い浮かべる姿は、喜納昌永の芸風であると言っても過言でないほど、大きな影響と軌跡を残している。
約500曲にも及ぶレコーディングを行い、滝原康盛とともに初めての沖縄民謡の楽譜である工工四を著し、嘉手苅林昌、前川朝昭、普久原恒勇らとともに琉球民謡協会の設立に携わり、民謡テレビ番組、民謡クラブの看板歌手として県民に愛された。。
2009年には沖縄県功労者表彰の文化部門に選ばれた。
晩年は心臓の手術、ポリープによる声帯の一部切除、舌癌など多くの病気に苦しめられたがステージに立つことを続けた。2009年12月24日、梨状陥凹癌にて死去。88歳だった。
息子は歌手で参議院議員も務めた喜納昌吉。